# 1977 في الكويت

## المناصب
- أمير الدولة : صباح السالم الصباح (حتى 31 ديسمبر) جابر الأحمد الصباح (بدأ 31 ديسمبر)
- رئيس الوزراء: جابر الأحمد الصباح

## مواليد
- خالد الشمري - لاعب كرة قدم.
- بشار عبد الله - لاعب كرة قدم.
- مي العيدان - إعلامية.
- بشار الصايغ - صحفي.
- أسامة الشطي - ممثل

## وفيات
- عبد العزيز المسعود - ممثل.
- صباح السالم الصباح - أمير الكويت الثاني عشر.